# 潘立刚

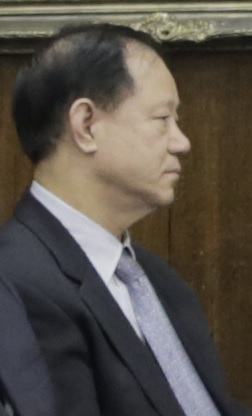

潘立刚（1956年5月—），北京人。1975年4月参加工作，1976年12月加入中国共产党。大连海运学院（今大连海事大学）毕业，大学学历。中共第十九届中央委员。
1981年12月，从大连海运学院毕业后，任中国远洋运输总公司、交通部海上运输高级法院筹备组干部。1984年1月，进入中共中央组织部，历任经济干部局、中央机关干部局、经济科教干部局干部，经济科教干部局二处副处级调研员、二处副处长、处长，经济科技干部局副局级调研员、副局长，企业干部办公室副主任，干部四局局长等职。2004年3月，任中组部人才工作局长、中央人才工作协调小组办公室主任。
2006年3月，任中共湖北省委组织部部长，同年9月获任省委常委。
2010年6月，任中组部部务委员（副部长级）、干部二局（地方干部局）局长。2013年2月，任中组部副部长。2013年5月，任中组部副部长兼任人力资源和社会保障部副部长、党组成员。
2016年7月，任全国政协机关党组副书记。2016年8月31日被增补为第十二届全国政协委员，并接替孙怀山担任第十二届全国政协常务副秘书长。2018年1月，当选第十三届全国政协委员。2021年9月，卸任全国政协副秘书长职务，增补为全国政协人口资源环境委员会副主任。